# Pécs-Baranya Művészeinek Társasága
A Pécs-Baranya Művészeinek Társasága egy kortárs képző- és iparművészettel foglalkozó csoport, amely 2002 márciusától működik egyesületi formában. 2006-tól közhasznú egyesület.
Tagjai pécsi és baranyai művészek, festők, szobrászok, textiltervező és üvegtervező iparművészek, keramikusok, de van köztük bőrtervező iparművész is. Rendszeresen szerveznek kiállításokat és művész-közönség találkozókat. Legutóbbi nemzetközi programjuk a Karlsruheban (Németország) megrendezésre kerülő "Überbrücken-Áthidalni" elnevezésű nemzetközi iparművészeti kiállításon való részvétel volt. A Pécs 2010 Európa Kulturális Fővárosa programsorozatnak is aktív résztvevői. Az Egyesület székhelye Pécsen van.